# Dothidea decolorans
Dothidea decolorans är en svampart som beskrevs av Fr. 1828. Dothidea decolorans ingår i släktet Dothidea och familjen Dothideaceae.   Inga underarter finns listade i Catalogue of Life.